# Kirsten Krüger (Bildhauerin)
Kirsten Krüger (* 1966 in Lübeck) ist eine deutsche Bildhauerin.

## Biografie
Nach dem Besuch der Werkkunstschule Flensburg, wo sie von 1988 bis 1990 eine Ausbildung zur Holzbildhauerin begann, wechselte Kirsten Krüger an die Kunstakademie Düsseldorf. Sie studierte dort von 1990 bis 1997 Bildhauerei und war Meisterschülerin bei Klaus Rinke. Auslandsstipendien führten sie nach New York und Glasgow. Kirsten Krüger ist seit 2017 Gastprofessorin an der Kunstuniversität Linz (Studienrichtung Plastische Konzeptionen / Keramik). Sie lebt und arbeitet in Düsseldorf und Havelberg.

## Werk

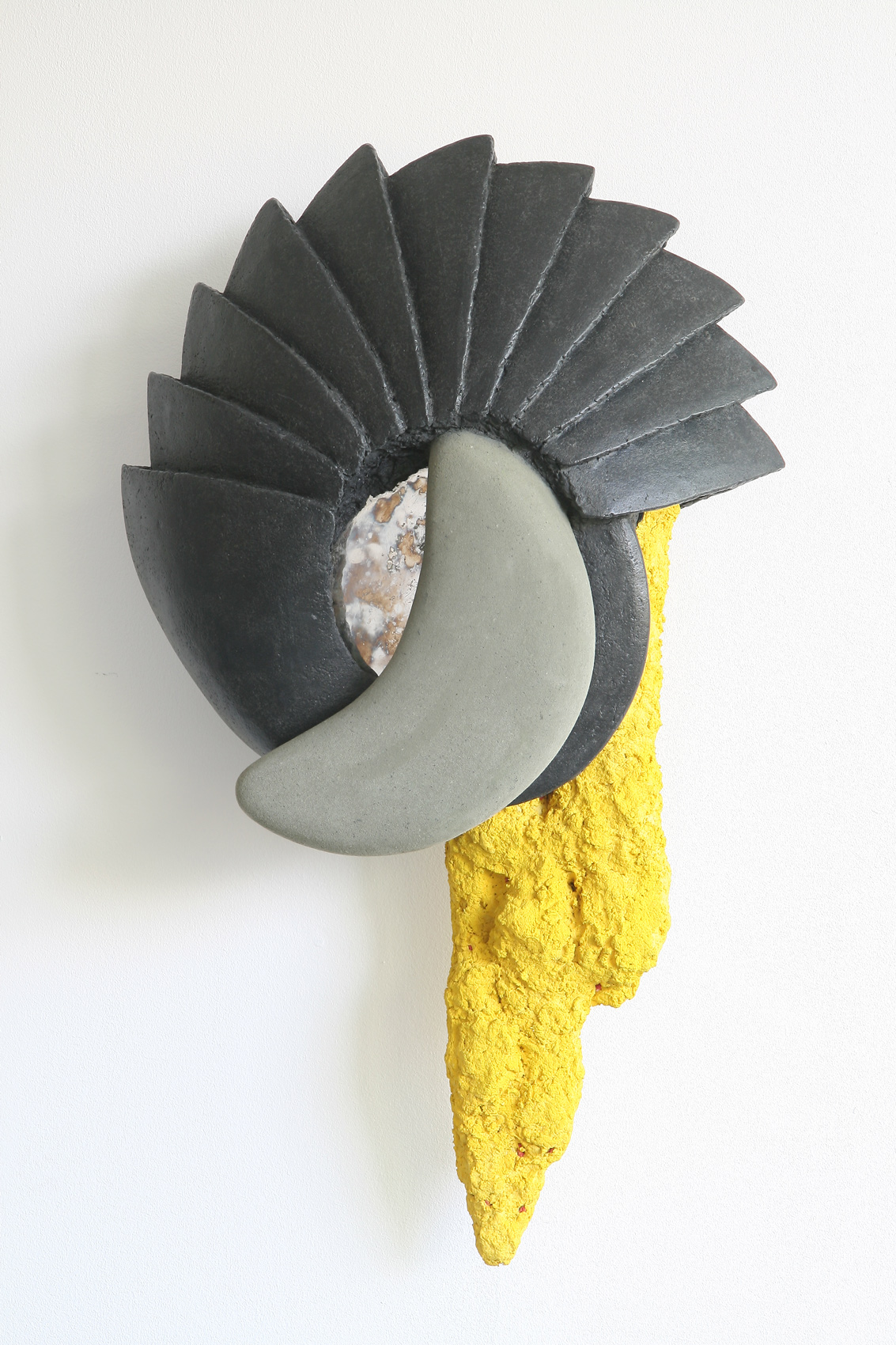
Kirsten Krüger: Nachtschwärmer (2015) Papiermaché, Metall, 80 × 47 × 22 cm

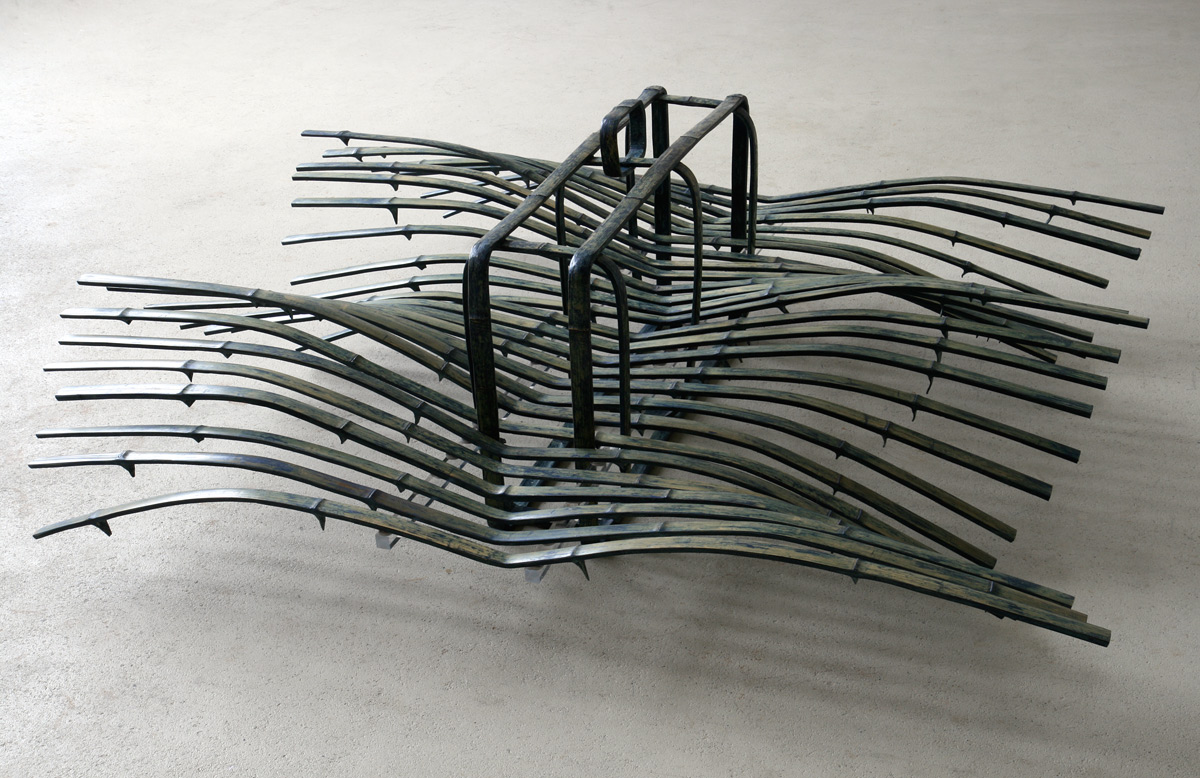
Kirsten Krüger: Reise (2007) Bambus, Acrylglas, 55 × 165 × 145 cm

Die Arbeiten Kirsten Krügers sind aus verschiedensten Materialien zusammengesetzte und geformte, häufig auch mehrteilige Plastiken. Es sind „dreidimensionale Rätselbilder, ikonographisch besonders über das Material aufgeladen“ (Jens Kräubig, Katalogtext zur Ausstellung im Württembergischen Kunstverein Stuttgart, 2004), „arrangierte Bilder, die durch ihre stichige 'unechte' Farbigkeit und ihr sonderbares, zwischen Künstlichkeit und Natürlichkeit changierendes Material Verstand und Auge irritieren und gefangen nehmen.“ (Stephan von Wiese, Katalogtext zur Ausstellung im Museum Baden, Solingen, 2004).
„Die vielschichtigen Bilder lassen an Kreisläufe der Biologie, der Chemie oder Alchemie, aber auch der maschinellen Produktion denken. Nicht zuletzt sind es traumhafte, surreale Verschiebungen, die Assoziationen zu gleich mehreren Ausgangsbildern aus völlig unterschiedlichen Lebensbereichen hervorrufen. In ihrem Zusammenschluss formulieren sie die Universalität von Leben“ (Jari Ortwig, Text zur Ausstellung in den Vitrinen, Köln, 2014).

## Einzelausstellungen (Auswahl)
- „Venusmaschine“, Medizinhistorisches Museum Hamburg, 2023
- „we are in transit“, MAERZ Künstler- und Künstlerinnenvereinigung, Linz an der Donau, 2022
- „Essential Tension“, Essenheimer Kunstverein, 2019
- „Schattenglanz“, Kunstverein Heinsberg, 2015
- „Kohlenstoffkabinett“, Vitrinen, Köln, 2014
- „Unwegsames Gelände / rough terrain“, Märkisches Museum, Witten, 2012
- „Skulpturen“, Württembergischer Kunstverein Stuttgart, Stuttgart, 2004
- „Kirsten Krüger“, Museum Baden, Solingen, 2004
- „Kirsten Krüger“, Prima Kunst e.V., Kiel, 2000
- „Die Nacht“, Raum X, Düsseldorf, 1998

## Öffentliche Sammlungen
- Museum Kunstpalast, Düsseldorf
- Märkisches Museum, Witten
- Museum Moderner Kunst Wörlen, Passau

## Publikationen
- 2004: Kräubig, Jens [Hrsg.] Kirsten Krüger. Skulpturen, Württembergischer Kunstverein Stuttgart, ISBN 978-3-93069-322-1
- 2012: Steimann, Dirk [Hrsg.] Kirsten Krüger – Unwegsames Gelände / Rough Terrain, Kettler Verlag, Bönen, ISBN 978-3-86206-139-6